# طواف النرويج للسيدات 2021
طواف النرويج للسيدات 2021 هو سباق دراجات هوائية، وهو الموسم رقم 7 من السباق، وأقيم خلال الفترة 12 أغسطس 2021، وحتى 15 أغسطس 2021، وامتدّ لمسافة 573.3 كيلومتر، وهو أحد سباقات طواف العالم للدراجات للسيدات 2021، وقد شارك في السباق 104 متسابقاً ووصل إلى نهايته 95 متسابقاً.
فاز فيه بالمركز الأول أنيميك فان فليوتن، وبالمركز الثاني آشلي مولمان، وبالمركز الثالث كريستين فولكنر، والفائز في ترتيب النقاط أليسون جاكسون، والفائز حسب ترتيب النقاط للشباب Niamh Fisher-Black ‏، والفائز حسب ترتيب التسلق Nina Buijsman ‏.

## الفرق
| فرق سيدات عالمية (9)- ألي بي تي سي ليوبليانا 2021 ‏ - Liv AlUla Jayco ‏ - كانيون إس آر إيه إم راسينغ 2021 ‏ - فريق سنويب للسيدات 2021 ‏ - FDJ–Suez ‏ - ليف ريسينغ 2021 ‏ - موفيستار للسيدات 2021 ‏ - إس دي وركس 2021 ‏ - Lidl–Trek (women's team) ‏ فرق دراجات قارية سيدات (9)- Andy Schleck–CP NVST–Immo Losch ‏ - بنجوال شوفالمير 2021 ‏ - كووب-هايتك برودكتس 2021 ‏ - دروبز-لي كول 2021 ‏ - جامبو فيسما للسيدات 2021 ‏ - باركهوتل فالكنبورغ 2021 ‏ - بلانتور بورا 2021 ‏ - EF Education–Tibco–SVB ‏ - فالكار سيلانس 2021 ‏ فريق وطني- فريق النرويج لركوب الدراجات للسيدات 2021 ‏ |  |
| |  |

## المراحل
| قائمة المراحل | قائمة المراحل | قائمة المراحل      | قائمة المراحل | قائمة المراحل | قائمة المراحل     | قائمة المراحل     |
| المرحلة       | التاريخ       | الدورة             |               | المسافة (كم)  | الفائز بالمرحلة   | القائد العام      |
| ------------- | ------------- | ------------------ | ------------- | ------------- | ----------------- | ----------------- |
| مرحلة 1       | 12 أغسطس      | هالدن – ساربسبورغ  | مرحلة مستوية  | 141٫5         | كريستين فولكنر    | كريستين فولكنر    |
| مرحلة 2       | 13 أغسطس      | أسكيم – ميسن       | مرحلة مستوية  | 145٫2         | ريجان ماركوس      | ريجان ماركوس      |
| مرحلة 3       | 14 أغسطس      | درامن – Norefjell ‏ | مرحلة جبلية   | 145           | أنيميك فان فليوتن | أنيميك فان فليوتن |
| مرحلة 4       | 15 أغسطس      | دروباك – هالدن     | مرحلة مستوية  | 141٫6         | كلو هوسكينغ       | أنيميك فان فليوتن |

## النتيجة

### مرحلة 1
هي مرحلة مسطحة، أجريت في 12 أغسطس 2021، وامتدّت لمسافة 141.5 كيلومتر فاز بالمرحلة كريستين فولكنر، ومتصدر الترتيب العام في نهاية المرحلة كريستين فولكنر، والمتصدر حسب ترتيب النقاط كريستين فولكنر، ومتصدر ترتيب التسلق Nina Buijsman ‏، ومتصدر ترتيب النقاط للشباب Anna Shackley ‏، ومتصدر ترتيب الفرق فريق سنويب للسيدات 2021 ‏.
| التصنيف العام         | التصنيف العام       | التصنيف العام    | التصنيف العام                      | التصنيف العام     |
| العداء                | العداء              | البلد            | الفريق                             | الوقت             |
| --------------------- | ------------------- | ---------------- | ---------------------------------- | ----------------- |
| 1                     | كريستين فولكنر      | الولايات المتحدة | Tibco-Silicon Valley Bank          | 3 س 38 دقيقة 05 ث |
| 2                     | سوزان أندرسن        | النرويج          | Team DSM                           | + 4 ث             |
| 3                     | أليس بارنز          | المملكة المتحدة  | Canyon-SRAM Racing                 | + 6 ث             |
| 4                     | سيسيلي أوتوب لودفيغ | الدنمارك         | FDJ-Nouvelle Aquitaine-Futuroscope | + 10 ث            |
| 5                     | فيمكا ماركوس        | هولندا           | Parkhotel Valkenburg               | + 10 ث            |
| 6                     | لوسيندا براند       | هولندا           | Trek-Segafredo                     | + 10 ث            |
| 7                     | أنيميك فان فليوتن   | هولندا           | Movistar Team                      | + 10 ث            |
| 8                     | روكسان فورنييه      | فرنسا            | SD Worx                            | + 10 ث            |
| 9                     | باربرا جوارشي       | إيطاليا          | Movistar Team                      | + 10 ث            |
| 10                    | صوفيا بيرتيزولو     | إيطاليا          | Liv Racing                         | + 10 ث            |
| مصدر: ProCyclingStats |                     |                  |                                    |                   |

### مرحلة 2
هي مرحلة مسطحة، أجريت في 13 أغسطس 2021، وامتدّت لمسافة 145.2 كيلومتر فاز بالمرحلة ريجان ماركوس، ومتصدر الترتيب العام في نهاية المرحلة ريجان ماركوس، والمتصدر حسب ترتيب النقاط كريستين فولكنر، ومتصدر ترتيب التسلق Nina Buijsman ‏، ومتصدر ترتيب النقاط للشباب Mischa Bredewold ‏، ومتصدر ترتيب الفرق فريق سنويب للسيدات 2021 ‏.
| التصنيف العام         | التصنيف العام       | التصنيف العام    | التصنيف العام                      | التصنيف العام     |
| العداء                | العداء              | البلد            | الفريق                             | الوقت             |
| --------------------- | ------------------- | ---------------- | ---------------------------------- | ----------------- |
| 1                     | ريجان ماركوس        | هولندا           | Jumbo-Visma                        | 7 س 18 دقيقة 06 ث |
| 2                     | كريستين فولكنر      | الولايات المتحدة | Tibco-Silicon Valley Bank          | + 2 ث             |
| 3                     | كورين ريفيرا        | الولايات المتحدة | Team DSM                           | + 6 ث             |
| 4                     | أليسون جاكسون       | كندا             | Liv Racing                         | + 8 ث             |
| 5                     | لوسيندا براند       | هولندا           | Trek-Segafredo                     | + 12 ث            |
| 6                     | ساني كانت           | بلجيكا           | Plantur-Pura                       | + 12 ث            |
| 7                     | سيسيلي أوتوب لودفيغ | الدنمارك         | FDJ-Nouvelle Aquitaine-Futuroscope | + 12 ث            |
| 8                     | Elise Chabbey ‏      | سويسرا           | Canyon-SRAM Racing                 | + 12 ث            |
| 9                     | سارة روي            | أستراليا         | Team BikeExchange                  | + 12 ث            |
| 10                    | Stine Borgli ‏       | النرويج          | FDJ-Nouvelle Aquitaine-Futuroscope | + 12 ث            |
| مصدر: ProCyclingStats |                     |                  |                                    |                   |

### مرحلة 3
هي مرحلة جبلية، أجريت في 14 أغسطس 2021، وامتدّت لمسافة 145 كيلومتر فاز بالمرحلة أنيميك فان فليوتن، ومتصدر الترتيب العام في نهاية المرحلة أنيميك فان فليوتن، والمتصدر حسب ترتيب النقاط كريستين فولكنر، ومتصدر ترتيب التسلق Nina Buijsman ‏، ومتصدر ترتيب النقاط للشباب Niamh Fisher-Black ‏، ومتصدر ترتيب الفرق ألي بي تي سي ليوبليانا 2021 ‏.
| التصنيف العام         | التصنيف العام            | التصنيف العام    | التصنيف العام                      | التصنيف العام      |
| العداء                | العداء                   | البلد            | الفريق                             | الوقت              |
| --------------------- | ------------------------ | ---------------- | ---------------------------------- | ------------------ |
| 1                     | أنيميك فان فليوتن        | هولندا           | Movistar Team                      | 11 س 10 دقيقة 25 ث |
| 2                     | آشلي مولمان              | جنوب أفريقيا     | SD Worx                            | + 39 ث             |
| 3                     | مارغريتا فيكتوريا غارسيا | إسبانيا          | Alé BTC Ljubljana                  | + 47 ث             |
| 4                     | كريستين فولكنر           | الولايات المتحدة | Tibco-Silicon Valley Bank          | + 50 ث             |
| 5                     | مارلين رويسر             | سويسرا           | Alé BTC Ljubljana                  | + 54 ث             |
| 6                     | سيسيلي أوتوب لودفيغ      | الدنمارك         | FDJ-Nouvelle Aquitaine-Futuroscope | + 58 ث             |
| 7                     | Rachel Neylan ‏           | أستراليا         | Parkhotel Valkenburg               | + 1 دقيقة 00 ث     |
| 8                     | Niamh Fisher-Black ‏      | نيوزيلندا        | SD Worx                            | + 1 دقيقة 11 ث     |
| 9                     | ريجان ماركوس             | هولندا           | Jumbo-Visma                        | + 1 دقيقة 13 ث     |
| 10                    | لوسيندا براند            | هولندا           | Trek-Segafredo                     | + 1 دقيقة 22 ث     |
| مصدر: ProCyclingStats |                          |                  |                                    |                    |

### مرحلة 4
هي مرحلة مسطحة، أجريت في 15 أغسطس 2021، وامتدّت لمسافة 141.6 كيلومتر فاز بالمرحلة كلو هوسكينغ، ومتصدر الترتيب العام في نهاية المرحلة أنيميك فان فليوتن، والمتصدر حسب ترتيب النقاط أليسون جاكسون، ومتصدر ترتيب التسلق Nina Buijsman ‏، ومتصدر ترتيب النقاط للشباب Niamh Fisher-Black ‏، ومتصدر ترتيب الفرق إس دي وركس ‏.
| التصنيف العام         | التصنيف العام | التصنيف العام | التصنيف العام | التصنيف العام |
| العداء                | العداء        | البلد         | الفريق        | الوقت         |
| --------------------- | ------------- | ------------- | ------------- | ------------- |
| مصدر: ProCyclingStats |               |               |               |               |

## المشاركون
| جامبو فيسما للسيدات ‏ TJV | جامبو فيسما للسيدات ‏ TJV | جامبو فيسما للسيدات ‏ TJV |
| ------------------------ | ------------------------ | ------------------------ |
| م                        | عداء                     | مرتبة                    |
| 1                        | آنا هندرسون              | لم يكمل السباق-2         |
| 2                        | ريجان ماركوس             | 7                        |
| 3                        | Julie Van de Velde ‏      | 64                       |
| 4                        | Amber Kraak ‏             | 42                       |
| 5                        | Nancy van der Burg ‏      | 36                       |
| 6                        | أنوسكا كوستر             | 27                       |

| FDJ–Suez ‏ FDJ | FDJ–Suez ‏ FDJ       | FDJ–Suez ‏ FDJ    |
| ------------- | ------------------- | ---------------- |
| م             | عداء                | مرتبة            |
| 11            | Stine Borgli ‏       | 47               |
| 12            | مارتا كافالي        | لم يكمل السباق-2 |
| 13            | برودي شابمان        | 48               |
| 14            | أوجيني دوفال        | 34               |
| 16            | سيسيلي أوتوب لودفيغ | 5                |

| موفيستار للسيدات ‏ MOV | موفيستار للسيدات ‏ MOV    | موفيستار للسيدات ‏ MOV |
| --------------------- | ------------------------ | --------------------- |
| م                     | عداء                     | مرتبة                 |
| 21                    | أنيميك فان فليوتن (طريق) | 1                     |
| 22                    | باربرا جوارشي            | 70                    |
| 23                    | شيلا جوتيريز             | 69                    |
| 24                    | غلوريا رودريغيز          | 88                    |
| 25                    | ليا توماس                | 21                    |
| 26                    | أود بيانيك               | 75                    |

| Liv AlUla Jayco ‏ BEX | Liv AlUla Jayco ‏ BEX | Liv AlUla Jayco ‏ BEX |
| -------------------- | -------------------- | -------------------- |
| م                    | عداء                 | مرتبة                |
| 31                   | جيسيكا ألين          | 82                   |
| 32                   | يانيكي إنسينغ        | 18                   |
| 34                   | لوسي كينيدي          | 39                   |
| 35                   | سارة روي (طريق)      | 46                   |
| 36                   | Urška Žigart ‏        | 44                   |

| يو أي أيه تيم ‏ ALE | يو أي أيه تيم ‏ ALE              | يو أي أيه تيم ‏ ALE |
| ------------------ | ------------------------------- | ------------------ |
| م                  | عداء                            | مرتبة              |
| 41                 | يوجينة بوجاك (طريق)             | 43                 |
| 42                 | مارغريتا فيكتوريا غارسيا (طريق) | 19                 |
| 43                 | تاتيانا جوديرزو                 | 14                 |
| 44                 | Urša Pintar ‏                    | 26                 |
| 45                 | مارلين رويسر (طريق)             | 4                  |
| 46                 | صوفي رايت                       | 74                 |

| كانيون–إس آر إيه إم ‏ CSR | كانيون–إس آر إيه إم ‏ CSR | كانيون–إس آر إيه إم ‏ CSR |
| ------------------------ | ------------------------ | ------------------------ |
| م                        | عداء                     | مرتبة                    |
| 51                       | الكسيس ريان              | لم يكمل السباق-4         |
| 52                       | Alice Barnes             | 66                       |
| 53                       | هانا بارنز               | 37                       |
| 54                       | Elise Chabbey ‏           | 11                       |
| 55                       | إيلا هاريس               | 20                       |
| 56                       | Mikayla Harvey ‏          | 15                       |

| فريق سنويب للسيدات ‏ DSM | فريق سنويب للسيدات ‏ DSM | فريق سنويب للسيدات ‏ DSM |
| ----------------------- | ----------------------- | ----------------------- |
| م                       | عداء                    | مرتبة                   |
| 61                      | سوزان أندرسن            | 49                      |
| 62                      | جولييت لابوس            | 8                       |
| 63                      | ليان ليبرت              | 31                      |
| 64                      | فلورتجي ماكايج          | 24                      |
| 65                      | Wilma Olausson ‏         | 45                      |
| 66                      | Coryn Rivera            | 41                      |

| إس دي وركس ‏ SDW | إس دي وركس ‏ SDW       | إس دي وركس ‏ SDW |
| --------------- | --------------------- | --------------- |
| م               | عداء                  | مرتبة           |
| 71              | إيلينا سيتشيني        | 65              |
| 72              | Niamh Fisher-Black ‏   | 12              |
| 73              | روكسان فورنييه        | 56              |
| 74              | كريستين ماجروس (طريق) | 40              |
| 75              | آشلي مولمان           | 2               |
| 76              | Anna Shackley ‏        | 13              |

| Lidl–Trek (women's team) ‏ TFS | Lidl–Trek (women's team) ‏ TFS | Lidl–Trek (women's team) ‏ TFS |
| ----------------------------- | ----------------------------- | ----------------------------- |
| م                             | عداء                          | مرتبة                         |
| 81                            | لوسيندا براند                 | 9                             |
| 82                            | Audrey Cordon-Ragot           | 78                            |
| 83                            | Elynor Bäckstedt ‏             | 95                            |
| 84                            | كلو هوسكينغ                   | 72                            |
| 85                            | تريكسي ووراك                  | 87                            |
| 86                            | شيرين فان أنروي               | 23                            |

| ليف ريسينغ ‏ LIV | ليف ريسينغ ‏ LIV    | ليف ريسينغ ‏ LIV  |
| --------------- | ------------------ | ---------------- |
| م               | عداء               | مرتبة            |
| 91              | صوفيا بيرتيزولو    | 62               |
| 92              | Evy Kuijpers ‏      | 91               |
| 93              | أليسون جاكسون      | 61               |
| 95              | Sabrina Stultiens ‏ | 33               |
| 96              | Jeanne Korevaar ‏   | لم يكمل السباق-3 |

| فريق النرويج لركوب الدراجات للسيدات 2021 ‏ NOR | فريق النرويج لركوب الدراجات للسيدات 2021 ‏ NOR | فريق النرويج لركوب الدراجات للسيدات 2021 ‏ NOR |
| --------------------------------------------- | --------------------------------------------- | --------------------------------------------- |
| م                                             | عداء                                          | مرتبة                                         |
| 101                                           | Vita Heine ‏ (طريق)                            | 28                                            |
| 102                                           | Birgitte Ravndal‏                              | 63                                            |
| 103                                           | Tiril Jørgensen ‏                              | 60                                            |
| 104                                           | Magdalene Lind ‏                               | 77                                            |
| 105                                           | Ingrid Lorvik ‏                                | 51                                            |
| 106                                           | Mie Bjørndal Ottestad ‏                        | 35                                            |

| تيم كوب هايتك بوردكتس ‏ HPU | تيم كوب هايتك بوردكتس ‏ HPU | تيم كوب هايتك بوردكتس ‏ HPU |
| -------------------------- | -------------------------- | -------------------------- |
| م                          | عداء                       | مرتبة                      |
| 111                        | Ingvild Gåskjenn ‏          | 22                         |
| 112                        | Caroline Andersson ‏        | 81                         |
| 113                        | NOR                        | 76                         |
| 114                        | Ann Helen Olsen‏            | 94                         |
| 115                        | Amalie Lutro ‏              | 58                         |
| 116                        | NOR                        | 30                         |

| دروبز ‏ DRP | دروبز ‏ DRP               | دروبز ‏ DRP     |
| ---------- | ------------------------ | -------------- |
| م          | عداء                     | مرتبة          |
| 121        | إميلي موبيرج             | 68             |
| 122        | Elise Marie Olsen‏        | 85             |
| 123        | آنا كريستيان ‏            | 93             |
| 124        | Joss Lowden ‏             | 17             |
| 125        | Sara Penton ‏             | 89             |
| 126        | Marjolein van 't Geloof ‏ | لم يكمل السباق |

| بنجوال شوفالمير ‏ CCT | بنجوال شوفالمير ‏ CCT | بنجوال شوفالمير ‏ CCT |
| -------------------- | -------------------- | -------------------- |
| م                    | عداء                 | مرتبة                |
| 131                  | ديمي دي جونغ ‏        | لم يكمل السباق-3     |
| 132                  | Rotem Gafinovitz ‏    | لم يكمل السباق-4     |
| 133                  | Justine Ghekiere ‏    | 73                   |
| 134                  | Claudia Jongerius‏    | لم يكمل السباق-2     |
| 135                  | روسيلا راتو          | 80                   |
| 136                  | ناتالي فان غوخ       | 84                   |

| باركهوتل فالكنبورغ ‏ PHV | باركهوتل فالكنبورغ ‏ PHV | باركهوتل فالكنبورغ ‏ PHV |
| ----------------------- | ----------------------- | ----------------------- |
| م                       | عداء                    | مرتبة                   |
| 141                     | Nina Buijsman ‏          | 53                      |
| 142                     | Rachel Neylan ‏          | 6                       |
| 143                     | Femke Gerritse ‏         | 57                      |
| 144                     | Pien Limpens ‏           | 79                      |
| 145                     | Mischa Bredewold ‏       | 25                      |
| 146                     | فيمكا ماركوس            | 52                      |

| بلانتور بورا سيلينج تيم ‏ PLP | بلانتور بورا سيلينج تيم ‏ PLP | بلانتور بورا سيلينج تيم ‏ PLP |
| ---------------------------- | ---------------------------- | ---------------------------- |
| م                            | عداء                         | مرتبة                        |
| 151                          | Manon Bakker ‏                | 90                           |
| 152                          | ساني كانت                    | 38                           |
| 153                          | Julie De Wilde ‏              | 59                           |
| 154                          | Yara Kastelijn ‏              | 10                           |
| 155                          | Annemarie Worst ‏             | 32                           |
| 156                          | إنج فان دير هيدين            | 54                           |

| EF Education–Tibco–SVB ‏ TIB | EF Education–Tibco–SVB ‏ TIB | EF Education–Tibco–SVB ‏ TIB |
| --------------------------- | --------------------------- | --------------------------- |
| م                           | عداء                        | مرتبة                       |
| 161                         | Eri Yonamine ‏               | 71                          |
| 162                         | Tanja Erath ‏                | 83                          |
| 163                         | كريستين فولكنر              | 3                           |
| 165                         | نينا كيسلر                  | 86                          |
| 166                         | Diana Peñuela ‏              | لم يكمل السباق-4            |

| فالكار سيلانس ‏ VAL | فالكار سيلانس ‏ VAL   | فالكار سيلانس ‏ VAL |
| ------------------ | -------------------- | ------------------ |
| م                  | عداء                 | مرتبة              |
| 171                | Alice Maria Arzuffi ‏ | 16                 |
| 172                | Eleonora Gasparrini ‏ | 29                 |
| 173                | Silvia Persico ‏      | 50                 |
| 174                | كيارا كونسوني        | 67                 |
| 175                | Silvia Pollicini ‏    | 92                 |
| 176                | Ilaria Sanguineti ‏   | 55                 |

| جامبو فيسما للسيدات ‏ TJV | جامبو فيسما للسيدات ‏ TJV | جامبو فيسما للسيدات ‏ TJV |
| ------------------------ | ------------------------ | ------------------------ |
| م                        | عداء                     | مرتبة                    |
| 1                        | آنا هندرسون              | لم يكمل السباق-2         |
| 2                        | ريجان ماركوس             | 7                        |
| 3                        | Julie Van de Velde ‏      | 64                       |
| 4                        | Amber Kraak ‏             | 42                       |
| 5                        | Nancy van der Burg ‏      | 36                       |
| 6                        | أنوسكا كوستر             | 27                       |

| FDJ–Suez ‏ FDJ | FDJ–Suez ‏ FDJ       | FDJ–Suez ‏ FDJ    |
| ------------- | ------------------- | ---------------- |
| م             | عداء                | مرتبة            |
| 11            | Stine Borgli ‏       | 47               |
| 12            | مارتا كافالي        | لم يكمل السباق-2 |
| 13            | برودي شابمان        | 48               |
| 14            | أوجيني دوفال        | 34               |
| 16            | سيسيلي أوتوب لودفيغ | 5                |

| موفيستار للسيدات ‏ MOV | موفيستار للسيدات ‏ MOV    | موفيستار للسيدات ‏ MOV |
| --------------------- | ------------------------ | --------------------- |
| م                     | عداء                     | مرتبة                 |
| 21                    | أنيميك فان فليوتن (طريق) | 1                     |
| 22                    | باربرا جوارشي            | 70                    |
| 23                    | شيلا جوتيريز             | 69                    |
| 24                    | غلوريا رودريغيز          | 88                    |
| 25                    | ليا توماس                | 21                    |
| 26                    | أود بيانيك               | 75                    |

| Liv AlUla Jayco ‏ BEX | Liv AlUla Jayco ‏ BEX | Liv AlUla Jayco ‏ BEX |
| -------------------- | -------------------- | -------------------- |
| م                    | عداء                 | مرتبة                |
| 31                   | جيسيكا ألين          | 82                   |
| 32                   | يانيكي إنسينغ        | 18                   |
| 34                   | لوسي كينيدي          | 39                   |
| 35                   | سارة روي (طريق)      | 46                   |
| 36                   | Urška Žigart ‏        | 44                   |

| يو أي أيه تيم ‏ ALE | يو أي أيه تيم ‏ ALE              | يو أي أيه تيم ‏ ALE |
| ------------------ | ------------------------------- | ------------------ |
| م                  | عداء                            | مرتبة              |
| 41                 | يوجينة بوجاك (طريق)             | 43                 |
| 42                 | مارغريتا فيكتوريا غارسيا (طريق) | 19                 |
| 43                 | تاتيانا جوديرزو                 | 14                 |
| 44                 | Urša Pintar ‏                    | 26                 |
| 45                 | مارلين رويسر (طريق)             | 4                  |
| 46                 | صوفي رايت                       | 74                 |

| كانيون–إس آر إيه إم ‏ CSR | كانيون–إس آر إيه إم ‏ CSR | كانيون–إس آر إيه إم ‏ CSR |
| ------------------------ | ------------------------ | ------------------------ |
| م                        | عداء                     | مرتبة                    |
| 51                       | الكسيس ريان              | لم يكمل السباق-4         |
| 52                       | Alice Barnes             | 66                       |
| 53                       | هانا بارنز               | 37                       |
| 54                       | Elise Chabbey ‏           | 11                       |
| 55                       | إيلا هاريس               | 20                       |
| 56                       | Mikayla Harvey ‏          | 15                       |

| فريق سنويب للسيدات ‏ DSM | فريق سنويب للسيدات ‏ DSM | فريق سنويب للسيدات ‏ DSM |
| ----------------------- | ----------------------- | ----------------------- |
| م                       | عداء                    | مرتبة                   |
| 61                      | سوزان أندرسن            | 49                      |
| 62                      | جولييت لابوس            | 8                       |
| 63                      | ليان ليبرت              | 31                      |
| 64                      | فلورتجي ماكايج          | 24                      |
| 65                      | Wilma Olausson ‏         | 45                      |
| 66                      | Coryn Rivera            | 41                      |

| إس دي وركس ‏ SDW | إس دي وركس ‏ SDW       | إس دي وركس ‏ SDW |
| --------------- | --------------------- | --------------- |
| م               | عداء                  | مرتبة           |
| 71              | إيلينا سيتشيني        | 65              |
| 72              | Niamh Fisher-Black ‏   | 12              |
| 73              | روكسان فورنييه        | 56              |
| 74              | كريستين ماجروس (طريق) | 40              |
| 75              | آشلي مولمان           | 2               |
| 76              | Anna Shackley ‏        | 13              |

| Lidl–Trek (women's team) ‏ TFS | Lidl–Trek (women's team) ‏ TFS | Lidl–Trek (women's team) ‏ TFS |
| ----------------------------- | ----------------------------- | ----------------------------- |
| م                             | عداء                          | مرتبة                         |
| 81                            | لوسيندا براند                 | 9                             |
| 82                            | Audrey Cordon-Ragot           | 78                            |
| 83                            | Elynor Bäckstedt ‏             | 95                            |
| 84                            | كلو هوسكينغ                   | 72                            |
| 85                            | تريكسي ووراك                  | 87                            |
| 86                            | شيرين فان أنروي               | 23                            |

| ليف ريسينغ ‏ LIV | ليف ريسينغ ‏ LIV    | ليف ريسينغ ‏ LIV  |
| --------------- | ------------------ | ---------------- |
| م               | عداء               | مرتبة            |
| 91              | صوفيا بيرتيزولو    | 62               |
| 92              | Evy Kuijpers ‏      | 91               |
| 93              | أليسون جاكسون      | 61               |
| 95              | Sabrina Stultiens ‏ | 33               |
| 96              | Jeanne Korevaar ‏   | لم يكمل السباق-3 |

| فريق النرويج لركوب الدراجات للسيدات 2021 ‏ NOR | فريق النرويج لركوب الدراجات للسيدات 2021 ‏ NOR | فريق النرويج لركوب الدراجات للسيدات 2021 ‏ NOR |
| --------------------------------------------- | --------------------------------------------- | --------------------------------------------- |
| م                                             | عداء                                          | مرتبة                                         |
| 101                                           | Vita Heine ‏ (طريق)                            | 28                                            |
| 102                                           | Birgitte Ravndal‏                              | 63                                            |
| 103                                           | Tiril Jørgensen ‏                              | 60                                            |
| 104                                           | Magdalene Lind ‏                               | 77                                            |
| 105                                           | Ingrid Lorvik ‏                                | 51                                            |
| 106                                           | Mie Bjørndal Ottestad ‏                        | 35                                            |

| تيم كوب هايتك بوردكتس ‏ HPU | تيم كوب هايتك بوردكتس ‏ HPU | تيم كوب هايتك بوردكتس ‏ HPU |
| -------------------------- | -------------------------- | -------------------------- |
| م                          | عداء                       | مرتبة                      |
| 111                        | Ingvild Gåskjenn ‏          | 22                         |
| 112                        | Caroline Andersson ‏        | 81                         |
| 113                        | NOR                        | 76                         |
| 114                        | Ann Helen Olsen‏            | 94                         |
| 115                        | Amalie Lutro ‏              | 58                         |
| 116                        | NOR                        | 30                         |

| دروبز ‏ DRP | دروبز ‏ DRP               | دروبز ‏ DRP     |
| ---------- | ------------------------ | -------------- |
| م          | عداء                     | مرتبة          |
| 121        | إميلي موبيرج             | 68             |
| 122        | Elise Marie Olsen‏        | 85             |
| 123        | آنا كريستيان ‏            | 93             |
| 124        | Joss Lowden ‏             | 17             |
| 125        | Sara Penton ‏             | 89             |
| 126        | Marjolein van 't Geloof ‏ | لم يكمل السباق |

| بنجوال شوفالمير ‏ CCT | بنجوال شوفالمير ‏ CCT | بنجوال شوفالمير ‏ CCT |
| -------------------- | -------------------- | -------------------- |
| م                    | عداء                 | مرتبة                |
| 131                  | ديمي دي جونغ ‏        | لم يكمل السباق-3     |
| 132                  | Rotem Gafinovitz ‏    | لم يكمل السباق-4     |
| 133                  | Justine Ghekiere ‏    | 73                   |
| 134                  | Claudia Jongerius‏    | لم يكمل السباق-2     |
| 135                  | روسيلا راتو          | 80                   |
| 136                  | ناتالي فان غوخ       | 84                   |

| باركهوتل فالكنبورغ ‏ PHV | باركهوتل فالكنبورغ ‏ PHV | باركهوتل فالكنبورغ ‏ PHV |
| ----------------------- | ----------------------- | ----------------------- |
| م                       | عداء                    | مرتبة                   |
| 141                     | Nina Buijsman ‏          | 53                      |
| 142                     | Rachel Neylan ‏          | 6                       |
| 143                     | Femke Gerritse ‏         | 57                      |
| 144                     | Pien Limpens ‏           | 79                      |
| 145                     | Mischa Bredewold ‏       | 25                      |
| 146                     | فيمكا ماركوس            | 52                      |

| بلانتور بورا سيلينج تيم ‏ PLP | بلانتور بورا سيلينج تيم ‏ PLP | بلانتور بورا سيلينج تيم ‏ PLP |
| ---------------------------- | ---------------------------- | ---------------------------- |
| م                            | عداء                         | مرتبة                        |
| 151                          | Manon Bakker ‏                | 90                           |
| 152                          | ساني كانت                    | 38                           |
| 153                          | Julie De Wilde ‏              | 59                           |
| 154                          | Yara Kastelijn ‏              | 10                           |
| 155                          | Annemarie Worst ‏             | 32                           |
| 156                          | إنج فان دير هيدين            | 54                           |

| EF Education–Tibco–SVB ‏ TIB | EF Education–Tibco–SVB ‏ TIB | EF Education–Tibco–SVB ‏ TIB |
| --------------------------- | --------------------------- | --------------------------- |
| م                           | عداء                        | مرتبة                       |
| 161                         | Eri Yonamine ‏               | 71                          |
| 162                         | Tanja Erath ‏                | 83                          |
| 163                         | كريستين فولكنر              | 3                           |
| 165                         | نينا كيسلر                  | 86                          |
| 166                         | Diana Peñuela ‏              | لم يكمل السباق-4            |

| فالكار سيلانس ‏ VAL | فالكار سيلانس ‏ VAL   | فالكار سيلانس ‏ VAL |
| ------------------ | -------------------- | ------------------ |
| م                  | عداء                 | مرتبة              |
| 171                | Alice Maria Arzuffi ‏ | 16                 |
| 172                | Eleonora Gasparrini ‏ | 29                 |
| 173                | Silvia Persico ‏      | 50                 |
| 174                | كيارا كونسوني        | 67                 |
| 175                | Silvia Pollicini ‏    | 92                 |
| 176                | Ilaria Sanguineti ‏   | 55                 |

## التصنيف العام النهائي
| التصنيف العام         | التصنيف العام       | التصنيف العام    | التصنيف العام                      | التصنيف العام      |
| العداء                | العداء              | البلد            | الفريق                             | الوقت              |
| --------------------- | ------------------- | ---------------- | ---------------------------------- | ------------------ |
| 1                     | أنيميك فان فليوتن   | هولندا           | Movistar Team                      | 14 س 46 دقيقة 31 ث |
| 2                     | آشلي مولمان         | جنوب أفريقيا     | SD Worx                            | + 39 ث             |
| 3                     | كريستين فولكنر      | الولايات المتحدة | Tibco-Silicon Valley Bank          | + 50 ث             |
| 4                     | مارلين رويسر        | سويسرا           | Alé BTC Ljubljana                  | + 54 ث             |
| 5                     | سيسيلي أوتوب لودفيغ | الدنمارك         | FDJ-Nouvelle Aquitaine-Futuroscope | + 58 ث             |
| 6                     | Rachel Neylan ‏      | أستراليا         | Parkhotel Valkenburg               | + 1 دقيقة 00 ث     |
| 7                     | ريجان ماركوس        | هولندا           | Jumbo-Visma                        | + 1 دقيقة 13 ث     |
| 8                     | جولييت لابوس        | فرنسا            | Team DSM                           | + 1 دقيقة 22 ث     |
| 9                     | لوسيندا براند       | هولندا           | Trek-Segafredo                     | + 1 دقيقة 22 ث     |
| 10                    | Yara Kastelijn ‏     | هولندا           | Plantur-Pura                       | + 1 دقيقة 24 ث     |
| مصدر: ProCyclingStats |                     |                  |                                    |                    |

### تصنيف النقاط
| تصنيف النقاط          | تصنيف النقاط   | تصنيف النقاط     | تصنيف النقاط                       | تصنيف النقاط |
| العداء                | العداء         | البلد            | الفريق                             | النقاط       |
| --------------------- | -------------- | ---------------- | ---------------------------------- | ------------ |
| 1                     | أليسون جاكسون  | كندا             | Liv Racing                         | 25 نقطة      |
| 2                     | كريستين فولكنر | الولايات المتحدة | Tibco-Silicon Valley Bank          | 24 نقطة      |
| 3                     | ريجان ماركوس   | هولندا           | Jumbo-Visma                        | 11 نقطة      |
| 4                     | كريستين ماجروس | لوكسمبورغ        | SD Worx                            | 10 نقطة      |
| 5                     | كورين ريفيرا   | الولايات المتحدة | Team DSM                           | 10 نقطة      |
| 6                     | كلو هوسكينغ    | أستراليا         | Trek-Segafredo                     | 7 نقطة       |
| 7                     | Tanja Erath ‏   | ألمانيا          | Tibco-Silicon Valley Bank          | 6 نقطة       |
| 8                     | سوزان أندرسن   | النرويج          | Team DSM                           | 6 نقطة       |
| 9                     | برودي شابمان   | أستراليا         | FDJ-Nouvelle Aquitaine-Futuroscope | 4 نقطة       |
| 10                    | روسيلا راتو    | إيطاليا          | Bingoal-Chevalmeire                | 4 نقطة       |
| مصدر: ProCyclingStats |                |                  |                                    |              |

### تصنيف الجبال
| تصنيف الجبال          | تصنيف الجبال        | تصنيف الجبال     | تصنيف الجبال              | تصنيف الجبال |
| العداء                | العداء              | البلد            | الفريق                    | النقاط       |
| --------------------- | ------------------- | ---------------- | ------------------------- | ------------ |
| 1                     | Nina Buijsman ‏      | هولندا           | Parkhotel Valkenburg      | 15 نقطة      |
| 2                     | Julie Van de Velde ‏ | بلجيكا           | Jumbo-Visma               | 9 نقطة       |
| 3                     | آنا كريستيان ‏       | جزيرة مان        | Drops-Le Col              | 6 نقطة       |
| 4                     | روسيلا راتو         | إيطاليا          | Bingoal-Chevalmeire       | 6 نقطة       |
| 5                     | كريستين فولكنر      | الولايات المتحدة | Tibco-Silicon Valley Bank | 5 نقطة       |
| 6                     | أنيميك فان فليوتن   | هولندا           | Movistar Team             | 4 نقطة       |
| 7                     | أود بيانيك          | فرنسا            | Movistar Team             | 4 نقطة       |
| 8                     | Tiril Jørgensen ‏    | النرويج          | النرويج                   | 4 نقطة       |
| 9                     | آشلي مولمان         | جنوب أفريقيا     | SD Worx                   | 3 نقطة       |
| 10                    | Anna Shackley ‏      | المملكة المتحدة  | SD Worx                   | 3 نقطة       |
| مصدر: ProCyclingStats |                     |                  |                           |              |

## تصنيف الفرق

### الفرق حسب الوقت
| تصنيف الفرق حسب الوقت | تصنيف الفرق حسب الوقت | تصنيف الفرق حسب الوقت | تصنيف الفرق حسب الوقت |
| الفريق                | الفريق                | البلد                 | الوقت                 |
| --------------------- | --------------------- | --------------------- | --------------------- |
| 1                     | SD Worx               | هولندا                | 44 س 23 دقيقة 09 ث    |
| 2                     | Alé BTC Ljubljana     | إيطاليا               | + 1 دقيقة 32 ث        |
| 3                     | Canyon-SRAM Racing    | ألمانيا               | + 2 دقيقة 04 ث        |
| مصدر: ProCyclingStats |                       |                       |                       |

## تصانيف فرعية

### تصنيف أفضل شاب
| تصنيف أفضل شاب        | تصنيف أفضل شاب       | تصنيف أفضل شاب            | تصنيف أفضل شاب            | تصنيف أفضل شاب     |
| العداء                | العداء               | البلد                     | الفريق                    | الوقت              |
| --------------------- | -------------------- | ------------------------- | ------------------------- | ------------------ |
| 1                     | Niamh Fisher-Black ‏  | نيوزيلندا                 | SD Worx                   | 14 س 47 دقيقة 58 ث |
| 2                     | Anna Shackley ‏       | المملكة المتحدة           | SD Worx                   | + 13 ث             |
| 3                     | شيرين فان أنروي      | هولندا                    | Trek-Segafredo            | + 1 دقيقة 56 ث     |
| 4                     | Mischa Bredewold ‏    | هولندا                    | Parkhotel Valkenburg      | + 2 دقيقة 07 ث     |
| 5                     | Eleonora Gasparrini ‏ | إيطاليا                   | Valcar Travel & Service   | + 3 دقيقة 36 ث     |
| 6                     | النرويج              | Hitec Products-Birk Sport | + 3 دقيقة 48 ث            |                    |
| 7                     | Wilma Olausson ‏      | السويد                    | Team DSM                  | + 8 دقيقة 36 ث     |
| 8                     | إنج فان دير هيدين    | هولندا                    | Plantur-Pura              | + 10 دقيقة 23 ث    |
| 9                     | Femke Gerritse ‏      | هولندا                    | Parkhotel Valkenburg      | + 11 دقيقة 08 ث    |
| 10                    | Amalie Lutro ‏        | النرويج                   | Hitec Products-Birk Sport | + 12 دقيقة 55 ث    |
| مصدر: ProCyclingStats |                      |                           |                           |                    |

## وصلات خارجية
- الموقع الرسمي
- لمحة عن سباق طواف النرويج للسيدات 2021 على موقع  ProCyclingStats   (برو  سايكلنج  ستاتس) - إحصاءات  محترفي  الدراجات.
- طواف النرويج للسيدات 2021 على موقع إحصائيات الدراجات الإحترافية (الإنجليزية)